# Helenactyna
Genre
Helenactyna est un genre d'araignées aranéomorphes de la famille des Dictynidae.

## Distribution
Les espèces de ce genre sont endémiques de l'île de Sainte-Hélène.

## Liste des espèces
Selon World Spider Catalog (version 26, 12/07/2025) :
- Helenactyna crucifer (O. Pickard-Cambridge, 1873)
- Helenactyna vicina Benoit, 1977

## Systématique et taxinomie
Ce genre a été décrit par Benoit en 1977 dans les Dictynidae.

## Publication originale
- Benoit, 1977 : « Araignées cribellates. La faune terrestre de l'île de Sainte-Hélène IV. » Annales du Musée Royal de l'Afrique Centrale, Série in Octavo, Sciences Zoologiques, vol. 220, p. 22-30.